# 2人の星〜離れていても〜
「2人の星〜離れていても〜」（ふたりのほし はなれていても）は、bump.yの2枚目のシングル。2010年11月24日にSony Music Recordsから発売された。
規格品番：SRCL-7466/7（DVD付初回生産限定盤A）、SRCL-7468/9（DVD付初回生産限定盤B）、SRCL-7470（通常盤）。

## 概要
TBS系列『ランク王国』10月・11月度オープニングテーマ。
11月22日 - 28日全10箇所開催のbump.yスペシャルイベント会場設置のQRコードにて、来場者限定で、bump.yのオリジナル携帯待受画面（全10種類、各会場ごと1つ）配布。
2010年10月27日着うた先行配信。

## リリース形態
初回限定盤A（CD+DVD）、初回限定盤B（CD+DVD）、通常盤の3形態で発売。
初回限定盤A特典：「2人の星〜離れていても〜」ミュージック・ビデオ収録DVD、イベント参加券、初回限定ジャケット。
初回限定盤B特典：「2人の星〜離れていても〜」メイキング映像収録DVD、イベント参加券、初回限定ジャケット。
通常盤特典：ボーナス・トラック追加、初回仕様特典（ジャケカード）。

## 収録曲

### 初回限定盤A・B
全作詞:多田慎也
1. 2人の星〜離れていても〜
  - 作曲:藤末樹・奥山明/編曲:藤末樹
2. 赤いマフラー
  - 作曲・編曲:板垣祐介
3. 2人の星〜離れていても〜（Instrumental）
4. 赤いマフラー（Instrumental）

### 通常盤
1. 2人の星〜離れていても〜[4:39]
2. 赤いマフラー[3:53]
3. 2人の星〜離れていても〜（Narration）[5:09]
4. 2人の星〜離れていても〜（Instrumental）[4:39]
5. 赤いマフラー（Instrumental）[3:53]

## 「2人の星〜離れていても〜」リリース記念イベント
- 2010年11月22日、18:30 - タワーレコード新宿店
- 2010年11月23日、18:30 - アーバンドック ららぽーと豊洲・16:00 - MARUCUBE（マルキューブ）
- 2010年11月24日、18:30 - HMVルミネ池袋
- 2010年11月25日、18:30 - 石丸電気本店
- 2010年11月26日、19:00 - タワーレコード渋谷店
- 2010年11月27日、14:00 - 横浜ランドマークタワー・18:00 - HMV横浜VIVRE
- 2010年11月28日、13:00 - タワーレコードNU茶屋町・17:30 - イオン千種ショッピングセンター